# Tuck Rule Game
Le Tuck Rule Game, connu également comme le Snow Bowl, est une rencontre de phase finale de la saison 2001 opposant les Raiders d'Oakland et les Patriots de la Nouvelle-Angleterre. Rencontre du premier tour de la division AFC, le match a lieu le 19 janvier 2002 au Foxboro Stadium de Foxborough, dans le Massachusetts. La rencontre est restée célèbre pour une décision arbitrale controversée en fin de rencontre permettant aux Patriots de rester dans la rencontre. Alors que Charles Woodson entre en contact avec le jeune quarterback des Patriots Tom Brady, celui-ci lâche le ballon au sol. Les Raiders récupèrent le ballon et pensent gagner la rencontre. Néanmoins, les arbitres revoient l'action à la vidéo et changent leur avis du fait de la Tuck Rule. Les Patriots retrouvent la possession en attaque et égalisent sur un coup de pied magistral d'Adam Vinatieri dans des conditions météorologiques difficiles. En prolongations, Brady place de nouveau son kicker en position pour remporter la partie et Vinatieri réussit le field goal pour donner la victoire à l'équipe de la Nouvelle-Angleterre.

## Contexte de la rencontre
Lors du premier tour de la phase finale de la saison 2001 de la NFL, les Patriots de la Nouvelle-Angleterre reçoivent les Raiders d'Oakland au Foxboro Stadium. Il s'agit de la dernière rencontre des Patriots dans son stade historique avant un déménagement au Gillette Stadium. Deuxième meilleur bilan de la conférence américaine, les Patriots de Bill Belichick sont emmenés depuis la troisième semaine de la saison par un quarterback débutant, Tom Brady, à la suite de la blessure de leur titulaire Drew Bledsoe. Exempté de premier tour, ils accueillent les Raiders de Jon Gruden qui ont battu les Jets de New York 38 à 24 une semaine auparavant en barrages pour se qualifier pour cette rencontre.
Pour la première fois, cette rencontre de phase finale est placée en première partie de soirée pour qu'un maximum de spectateurs soient devant leur télévision,. En début de journée, le temps est clément sur la région de Boston mais en fin d'après-midi, une forte neige s'abat sur le terrain, blanchissant le terrain avant le début de la rencontre. Au début de la rencontre, la température affiche −7 °C et le vent est glacial. Les Californiens se retrouvent dans le blizzard après avoir joué sous le soleil une semaine auparavant. Cette météo oblige le jeune quarterback débutant des Patriots, Tom Brady, à demander une escorte de police pour arriver au stade dans les temps après avoir été bloqué plus de deux heures dans le trafic routier. Alors que Gruden s'attend à affronter Drew Bledsoe, remis de sa blessure et vedette de l'équipe ayant signé le contrat le plus lucratif de l'histoire de la ligue, Belichick donne les rênes de son attaque à Brady.

## Équipes
| Raiders d'Oakland     | Postes | Patriots de la Nouvelle-Angleterre |
| --------------------- | ------ | ---------------------------------- |
| Attaque               |        |                                    |
| Tim Brown             | WR     | Troy Brown                         |
| Barry Sims (en)       | LT     | Matt Light                         |
| Steve Wisniewski      | LG     | Mike Compton                       |
| Adam Treu (en)        | C      | Damien Woody                       |
| Frank Middleton (en)  | RG     | Joe Andruzzi (en)                  |
| Lincoln Kennedy (en)  | RT     | Greg Robinson-Randall (en)         |
| Roland Williams (en)  | TE     | Rod Rutledge (en)                  |
| Jerry Rice            | WR     | David Patten (en)                  |
| Rich Gannon           | QB     | Tom Brady                          |
| Charlie Garner (en)   | RB     | Antowain Smith                     |
| Jon Ritchie (en)      | FB     | Marc Edwards (en)                  |
| Défense               |        |                                    |
| Regan Upshaw (en)     | DE     | Bobby Hamilton (en)                |
| Rod Coleman (en)      | DT     | Brandon Mitchell (en)              |
| Grady Jackson (en)    | DT     | Riddick Parker (en)                |
| Tony Bryant (en)      | DE     | Anthony Pleasant (en)              |
| William Thomas (en)   | OLB    | Mike Vrabel                        |
| Greg Biekert (en)     | MLB    | Tedy Bruschi                       |
| Elijah Alexander (en) | OLB    | Roman Phifer (en)                  |
| Charles Woodson       | CB     | Ty Law                             |
| Johnnie Harris (en)   | SS     | Lawyer Milloy                      |
| Anthony Dorsett (en)  | FS     | Tebucky Jones (en)                 |
| Eric Allen (en)       | CB     | Otis Smith                         |

## Résumé de la rencontre
| - Stade : Foxboro Stadium, Foxborough, Massachusetts - Date : 19 janvier 2002 - Heure : 20 h 5 locales (UTC−05:00) - Météo : −7 °C, neige - Assistance : 60 292 spectateurs - Arbitre : Walt Coleman (en) | \| Quart-temps : \| Q1 \| Q2 \| Q3 \| Q4 \| ET \| Total \| \| ------------- \| -- \| -- \| -- \| -- \| -- \| ----- \| \| Patriots \| 0 \| 0 \| 3 \| 10 \| 3 \| 16 \| \| Raiders \| 0 \| 7 \| 6 \| 0 \| 0 \| 13 \| Notes : Vidéo du match, Statistiques complètes |    |    |    |    |       |
| Quart-temps : | Q1 | Q2 | Q3 | Q4 | ET | Total |
| Patriots | 0 | 0  | 3  | 10 | 3  | 16    |
| Raiders | 0 | 7  | 6  | 0  | 0  | 13    |

Le début de la rencontre est poussif. Les deux attaques n'arrivent pas à prendre en défaut les défenses adverses. Les running backs ont du mal à prendre de la vitesse et les receveurs ont des difficultés à attraper le ballon. Aucune des deux équipes n'arrive à marquer dans le premier quart-temps. Au début du deuxième quart-temps, le quarterback des Raiders d'Oakland Rich Gannon trouve James Jett dans le fond de la end zone pour marquer le premier touchdown de la rencontre. Jett, dans l'ombre des vedettes Jerry Rice et Tim Brown, n'a jusque là attrapé que deux passes auparavant dans la saison. Les Raiders mènent sur le score de 7 à 0 et contrôlent la rencontre. De l'autre côté, Tom Brady se fait intercepter par Johnnie Harris et enchaîne les passes incomplètes.
Au retour de la mi-temps, Brady et les Patriots lancent plus régulièrement la balle en attaque. Cela leur permet d'inscrire leurs premiers points avec un coup de pied d'Adam Vinatieri mais Oakland marque également deux field goals dans cette période par Sebastian Janikowski pour mener sur le score de 13 à 3,. Avec moins de 13 minutes à jouer, et alors que les supporteurs commencent à huer leur équipe, Brady réussit la meilleure série offensive de sa jeune carrière en réussissant neuf passes consécutivement sans échec puis en concluant lui-même la série à la course,. Après avoir marqué son touchdown, Brady se relève, lance la balle dans la neige et retombe de nouveau dans celle-ci dans sa célébration.
Les Raiders d'Oakland mènent toujours sur le score de 13 à 10 mais Tom Brady a la possession de balle en attaque pour revenir au score. Positionné sur la ligne des 46 yards dans sa partie de terrain à la suite d'un retour de coup de pied de 27 yards par Troy Brown, Brady lance une passe de sept yards pour Kevin Faulk puis en gagne cinq à la course avant de sortir du terrain et d'arrêter l'horloge. Bien que les Patriots n'aient pas de temps mort, Brady discute avec le coordinateur offensif Charlie Weis pour définir le jeu suivant. L'expérimenté cornerback des Raiders Eric Allen intercepte la conversation et en fait part à son entraîneur. L'action est lancée et le jeune cornerback des Raiders Charles Woodson passe au travers de la ligne offensive sans être bloqué et percute Brady alors qu'il semble faire une feinte de passe. La balle tombe au sol et est recouverte par le défenseur des Raiders Greg Biekert. Les arbitres annoncent d'abord un fumble mais l'arbitre de la vidéo demande que l'action soit revue. Charles Woodson et Tom Brady sont deux anciens coéquipiers universitaires dans l'équipe des Wolverines du Michigan. Les deux équipes retournent sur le bord du terrain pensant que la rencontre est terminée.

### La règle Tuck
En 1999, une règle est introduite en National Football League qui stipule que :
« 
Quand un joueur [offensif] tient le ballon pour le passer vers l'avant, tout mouvement intentionnel du bras vers l'avant commence une passe, même si le joueur perd la possession de la balle lorsqu'il tente de la rabattre contre son corps. (Aussi)Mais si le joueur a complètement rabattu le ballon contre son corps et en perd la possession, il s'agit d'un fumble.
 »
— Règle n°3, section 22, article 2, note 2 de la NFL.
En vertu de cet article, l'arbitre Walt Coleman décide que le bras de Brady est en mouvement de passe vers l'avant lorsque le ballon est perdu et donc que l'action est une passe incomplète,. Cette décision redonne la possession de la balle aux Patriots avec 1 minute et 47 secondes à l'horloge. La discussion s'éternise sur la position de la balle à la reprise du jeu. Les arbitres discutent pendant de nombreuses minutes, plusieurs d'entre eux en profitent pour aller expliquer leur décision à un Jon Gruden furieux. À la reprise de la partie, Tom Brady trouve David Patten pour une nouvelle première tentative qui met son équipe en position d'égaliser. Après deux passes incomplètes et une course forcée de courte distance de Brady, les Patriots égalisent sur un coup de pied de 45 yards d'Adam Vinatieri.
La règle Tuck a été supprimée par le comité sportif de la National Football League en 2013 par un vote quasi unanime, seuls les Steelers de Pittsburgh ont voté contre et les Patriots de la Nouvelle-Angleterre ainsi que les Redskins de Washington se sont abstenus,.

### Prolongation
La règle de la National Football League est alors que la première équipe qui marque des points en prolongation remporte la rencontre. L'équipe adverse n'a pas la possibilité de répondre offensivement. Les Patriots gagnent le tirage au sort et choisissent de recevoir le ballon en premier. Tom Brady enchaîne les jeux offensifs et convertit une quatrième tentative et quatre yards à gagner en trouvant David Patten. Trois actions plus tard, il trouve Antowain Smith pour se trouver à seulement neuf yards de la ligne des Raiders. Tom Brady court au centre sur les cinq yards et place le ballon au milieu du terrain pour le coup de pied de son kicker. En position idéale, bien que contre le vent, Adam Vinatieri et son holder Ken Walter nettoient le terrain avec leurs pieds en enlevant la neige autour de la zone du coup de pied. Vinatieri ne manque pas et donne la victoire sur un botté de 23 yards. La victoire 16 à 13 des Patriots les qualifie pour la finale de la conférence américaine lors de laquelle ils dominent les Steelers de Pittsburgh et se qualifient pour le Super Bowl XXXVI avant de réaliser un exploit en battant les Rams de Saint-Louis lors de ce Super Bowl sur un nouveau coup de pied décisif de Vinatieri. Le Tuck Rule Game est le début de la dynastie des Patriots de Tom Brady qui vont remporter le championnat trois fois en quatre saisons. De nombreux observateurs pensent également que Bledsoe aurait retrouvé sa place de titulaire la saison suivante en cas de défaite de Brady au premier tour de rencontre éliminatoire à domicile.

## Controverse
Les Raiders d'Oakland quittent le stade avec le sentiment amer de la défaite et d'avoir été floué par l'arbitrage. Le safety de l'équipe Johnny Harris déclare : « Les arbitres ont pris des décisions contre nous toute l'année. Je ne sais pas ce qu'ils ont contre les Raiders. Nous avons vu des vieux hommes arbitrer la rencontre. Nous étions 11 contre 14 sur le terrain. C'est incroyable »,. L'expérimenté receveur Jerry Rice pense également que la rencontre leur a été volée mais ne souhaite pas en dire davantage.

## Vidéographie
- (en) Timeline: The Tuck Rule, NFL Productions, 2017, 58 minutes.

### Citations originales
1. ↑  « When [an offensive] player is holding the ball to pass it forward, any intentional forward movement of his arm starts a forward pass, even if the player loses possession of the ball as he is attempting to tuck it back toward his body. Also, if the player has tucked the ball into his body and then loses possession, it is a fumble ».
2. ↑  « The referees have been making calls against us all year. I don’t know why they are against the Raiders. They have old men calling the game. It was 11 against 14 out there. It’s unbelievable ».